# Ферминяно
Ферминя̀но (на италиански: Fermignano, на местен диалект Fermignän, Ферминен) е градче и община в Централна Италия, провинция Пезаро и Урбино, регион Марке. Разположено е на 200 m надморска височина. Населението на общината е 8668 души (към 2010 г.).